# Fonds d'investissement de proximité
Pour les articles homonymes, voir FIP.
Les fonds d'investissement de proximité (FIP) sont des fonds dont 70 % au moins des investissements doivent être réalisés dans des PME situées dans une zone géographique comprenant quatre régions limitrophes.

## Fiscalité
En France, le particulier investissant dans un FIP a la possibilité de réduire de son impôt sur le revenu 18 % du montant de son investissement. Cette réduction d'impôt est plafonnée à 2 160 € pour un célibataire, 4 320 € pour un couple (c'est-à-dire que le montant de l'investissement peut aller jusqu'à 12 000 € pour un célibataire, et 24 000 € pour un couple). Le souscripteur bénéficie aussi d'une exonération des plus-values à la sortie (hors CSG, CRDS et prélèvements sociaux).
Afin de bénéficier de cette réduction d'impôt, le souscripteur s'engage à conserver ses parts au minimum cinq ans. Il y a cependant des exceptions à cette obligation : l'économie d'impôt n'est pas perdue si le rachat des parts fait suite à un décès, un licenciement, ou une invalidité. Les gérants de ces FIP demandent également une durée de blocage plus longue (sept à dix ans), qui correspond plus à la maturité des investissements faits dans les PME régionales.
La loi TEPA a prévu en 2008 un avantage fiscal supplémentaire applicable aux FIP pour les contribuables assujettis à l’impôt de solidarité sur la fortune (ISF). Lors de sa demande d'agrément auprès de l'AMF, le FIP peut s'engager à respecter un ratio minimum d'entreprises éligibles au dispositif de la loi TEPA (par exemple 70 % ou 80 % de son actif) dont 20 % au moins de sociétés de moins de 8 ans. Le souscripteur de ce type de FIP peut bénéficier d'une réduction d'ISF plafonnée à 18 000 € par an et par foyer fiscal, correspondant à 50 % de la partie de l'actif du FIP éligible à la loi TEPA (en contrepartie d'un engagement de conservation des parts jusqu'au 31 décembre de la cinquième année suivant celle de sa souscription).

## Conditions d'investissement des FIP
Au titre de leur quota de 70 % minimum, les FIP doivent investir dans des entreprises ayant le statut de PME européenne, c'est-à-dire dont l'effectif est inférieur à 250 personnes et dont le chiffre d'affaires n'excède pas 50 millions d'euros ou dont le total du bilan annuel n'excède pas 43 millions d'euros.

## Classement des sociétés de gestion en fonction de la performance de leurs fonds
Il est très difficile d'établir un classement dans ce domaine. Pour cela, les principes à suivre sont les suivants :
- comparer uniquement les fonds créés lors du même millésime.
- il est totalement inutile de comparer des fonds de millésime différents, qui ne sont pas comparables.
- les performances sont d'autant plus pertinentes que le fonds est avancé : idéalement, il faut uniquement comparer les fonds qui sont arrivés à échéance.
- toujours intégrer l'avantage fiscal du souscripteur dans la performance.

Toutes les valeurs liquidatives sont disponibles sur le site de l'AMF.